# Accessibility Toolkit
Accessibility Toolkit (ATK) refere, em particular para o GNOME ATK.
O ATK  é um  ferramenta de desenvolvimento que permite aos programadores utilizem, a acessibilidade no GNOME, em aplicações características. Isto inclui funcionalidades, tais como alto contraste temas visuais, quem possui perdas visuais e comportamento do teclado  (por exemplo, sticky keys) para aqueles com reduzido controle motor.

## Ligações Externas
- GNOME Accessibility Project